# Rudolph Vogel (Politiker)
Rudolph Johann Erasmus Vogel (* 11. Oktober 1847 in Keuschberg; † 23. Mai 1923 in Oberweiler) war Arzt, Lehrer, Fabrikbesitzer und Mitglied des Deutschen Reichstags.

## Leben
Vogel besuchte die Volksschule Zscherben und die Realschule Halle. Nach zwei abgebrochenen Lehren wechselte er auf das Pädagogium Halle und studierte anschließend in Halle Philologie, Germanistik und Geschichte. Während seines Studiums wurde er Mitglied der Landsmannschaft Neoborussia Halle.
1870/71 nahm Vogel als Einjährig-Freiwilliger in der 5. Kompanie beim Hannoverschen Infanterie-Regiment Nr. 74 am Deutsch-Französischen Krieg teil. 1871 bis 1872 arbeitete er als Hauslehrer in Obernkirchen, 1872 bis 1876 als Hauslehrer und Publizist in Sankt Petersburg und wechselte anschließend an die Universität Marburg. Dort begegnete er dem Historiker Theodor Ilgen, mit dem ihn zeitlebens eine tiefe persönliche und wissenschaftliche Freundschaft verband. 1879 bis 1880 arbeitete Vogel als Gymnasiallehrer in Frankfurt am Main und Mühlhausen.
Um 1880 eröffnete und betrieb Vogel mit seinem Bruder Otto, einem Schüler des Chemikers Alexander Mitscherlich, in Zell im Wiesental die erste kommerzielle Zellulosefabrik auf deutschem Boden. 1883 überließ er die Fabrikgeschäfte seinem Bruder und studierte bis 1888 Medizin in Freiburg. 1884 war er Mitgründer der Landsmannschaft Septentrionia Freiburg, der späteren (1885) Burschenschaft Saxo-Silesia Freiburg. Ab 1890 war er praktischer Arzt in Oberweiler und betrieb dort ab 1893 ein Lungensanatorium.
Von Oktober 1900 bis 1903 war er als Nachrücker für Georg Wilhelm Vielhaben Mitglied des Deutschen Reichstags für den Reichstagswahlkreis Regierungsbezirk Kassel 1 (Rinteln, Hofgeismar, Wolfhagen) und die Deutschsoziale Reformpartei. Nach Ablauf der Wahlperiode zog er sich vollständig aus der Politik zurück.
Gemeinsam mit Ilgen verfasste Vogel eine historische Abhandlung über den Thüringisch-hessischen Erbfolgekrieg (Kritische Bearbeitung und Darstellung der Geschichte des thüringisch-hessischen Erbfolgekrieges 1247–1264, in: Zeitschrift des Vereins für Hessische Geschichte und Landeskunde und Landeskunde, N.F. 10, 1883, S. 151–380). Daneben schrieb er Märchen (Spinnweiblein, Verlag Friedrich Andreas Perthes A.G.), Novellen (Badenweilerer Novellen Si me amas - ?, J. Bielefeld Verlag) und Lieder (Badenweilerer Liederbuch Gesellige Lieder, Selbstverlag).